# Ормизд VI
Ормизд VI (Хормизд) — царь царей (шахиншах) Ирана, правил в 629—632 годах.
Ормизд VI известен по монетам, отчеканенным в центральном Иране, но история не сохранила о нём никаких сведений. Вероятнее всего, тот самый Фаррух-Ормизд, спахбад Хорасана, убивший Хосрова III, и, в свою очередь, убитый Азармедохт (то есть не Сасанид по крови). Быть может, он даже не провозглашался шахом, а право монетной чеканки получил при Буран за свои заслуги — вывод о том, что он был не первым лицом государства, можно сделать, исходя из большого числа драхм Ормизда с пониженным весом, как бы «второсортных». Влияние его на власть несомненно было значительным, и, видимо, именно он был решающим лицом во всех политических перестановках, происходивших при дворе после гибели Шахрвараза. Это косвенно подтверждается длительностью эмиссии драхм Ормизда VI: они датированы 1, 2 и 3-м годами и выпускались на многих монетных дворах. Сведения о влиятельности этого человека сохранила и историческая традиция: Феофан Византиец, писавший в IX веке, датирует события, происходившие в Иране после Буран, по годам правления «царя Ормизда».
Иранские нумизматы, предполагая наличие узурпатора с именем Ормизд (Ормизд V), считают Фаррух-Ормизда Ормиздом VI. В западной литературе и каталогах нумизматических аукционов он, как правило, назван Ормиздом V.
Недавно иранские историки опубликовали две уникальные драхмы (по типу раннего Хосрова II Парвиз, но с именем «Ормизд» и титулом «ханспах» вместо года правления), отчеканенные на монетном дворе с аббревиатурой SM, предположив, что это — ранние драхмы Фаррух-Ормизда, битые им в Самарканде до его отъезда на запад. Однако можно предположить, что, судя по виду, они более подходят для Ормизда V.